# Sitona gressorius
Sitona gressorius är en skalbaggsart som först beskrevs av Fabricius 1792.  Sitona gressorius ingår i släktet Sitona, och familjen vivlar. Arten är reproducerande i Sverige.

## Bildgalleri

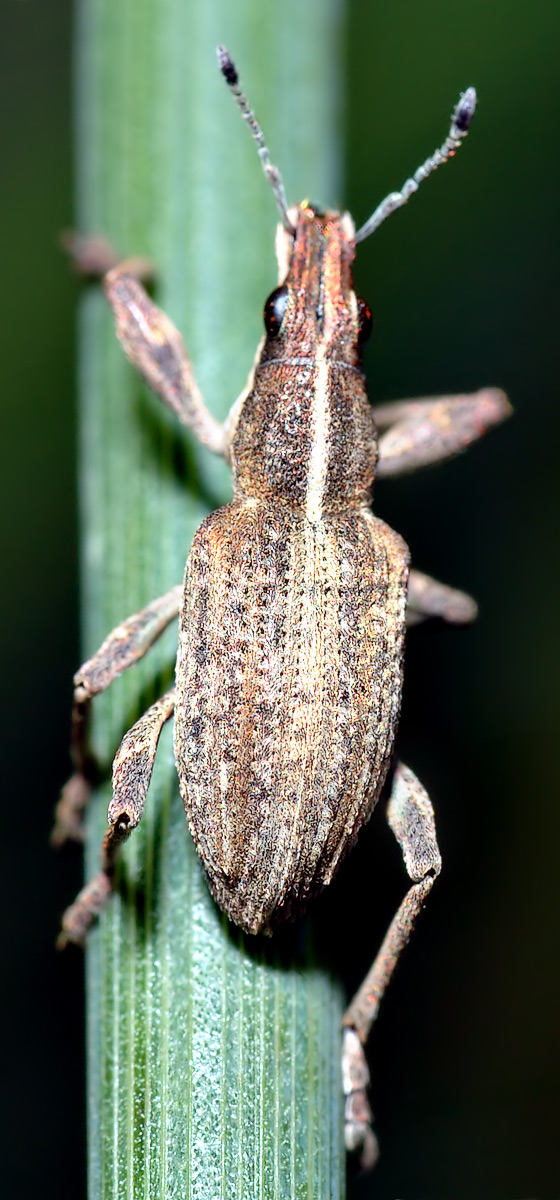
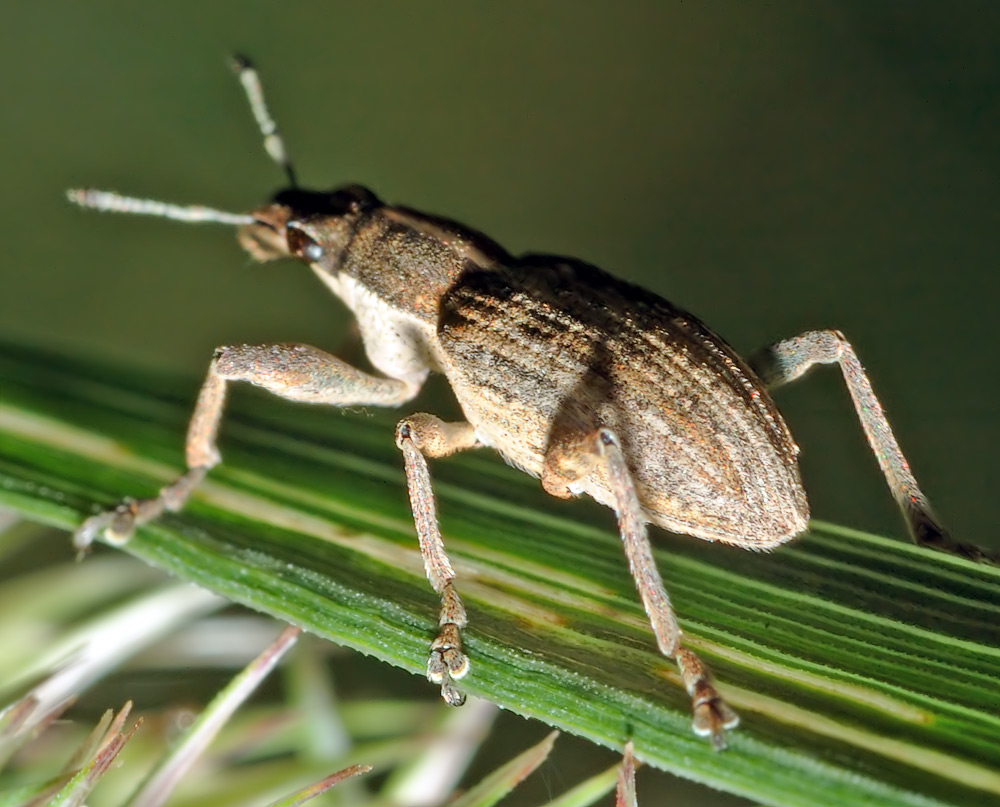
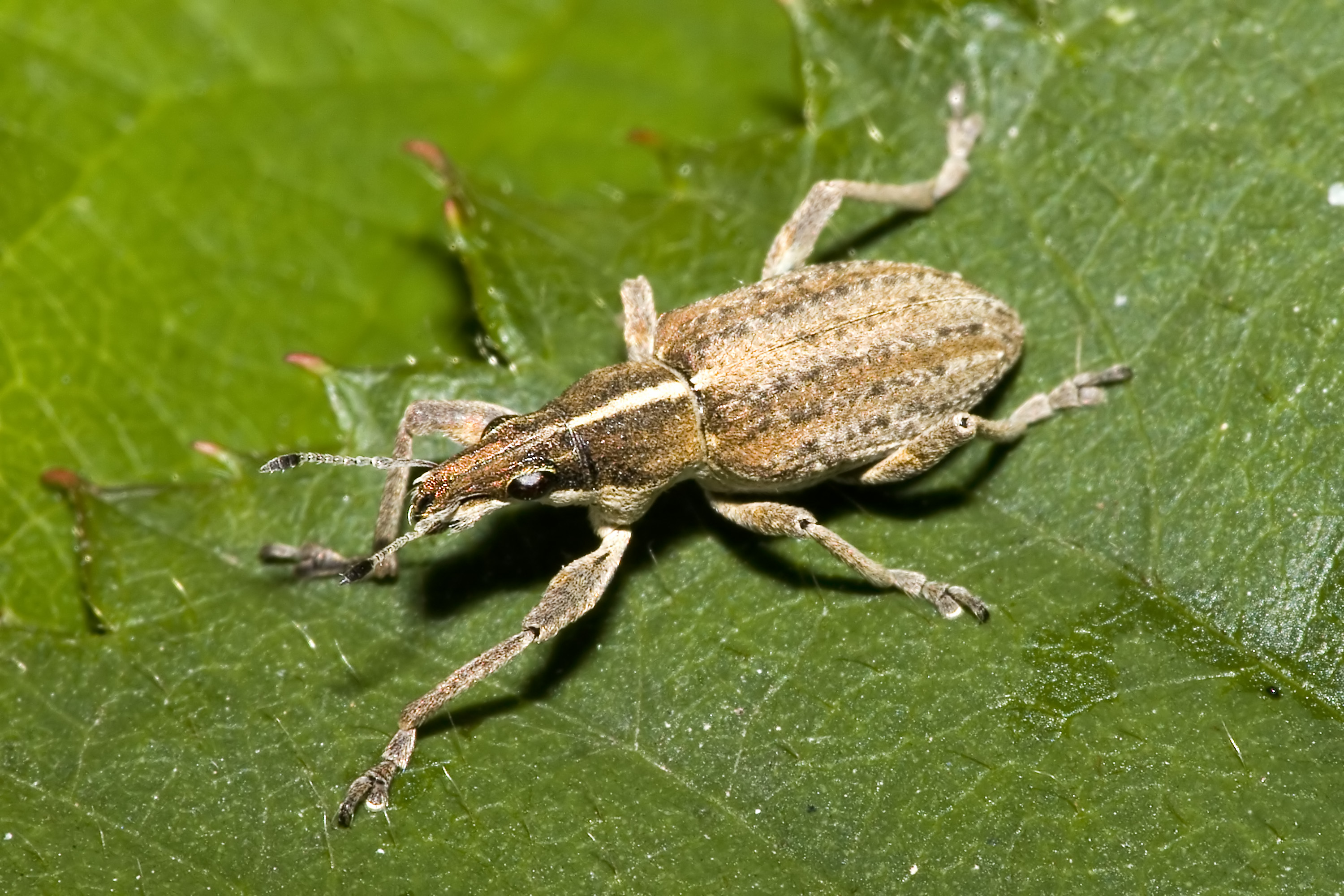
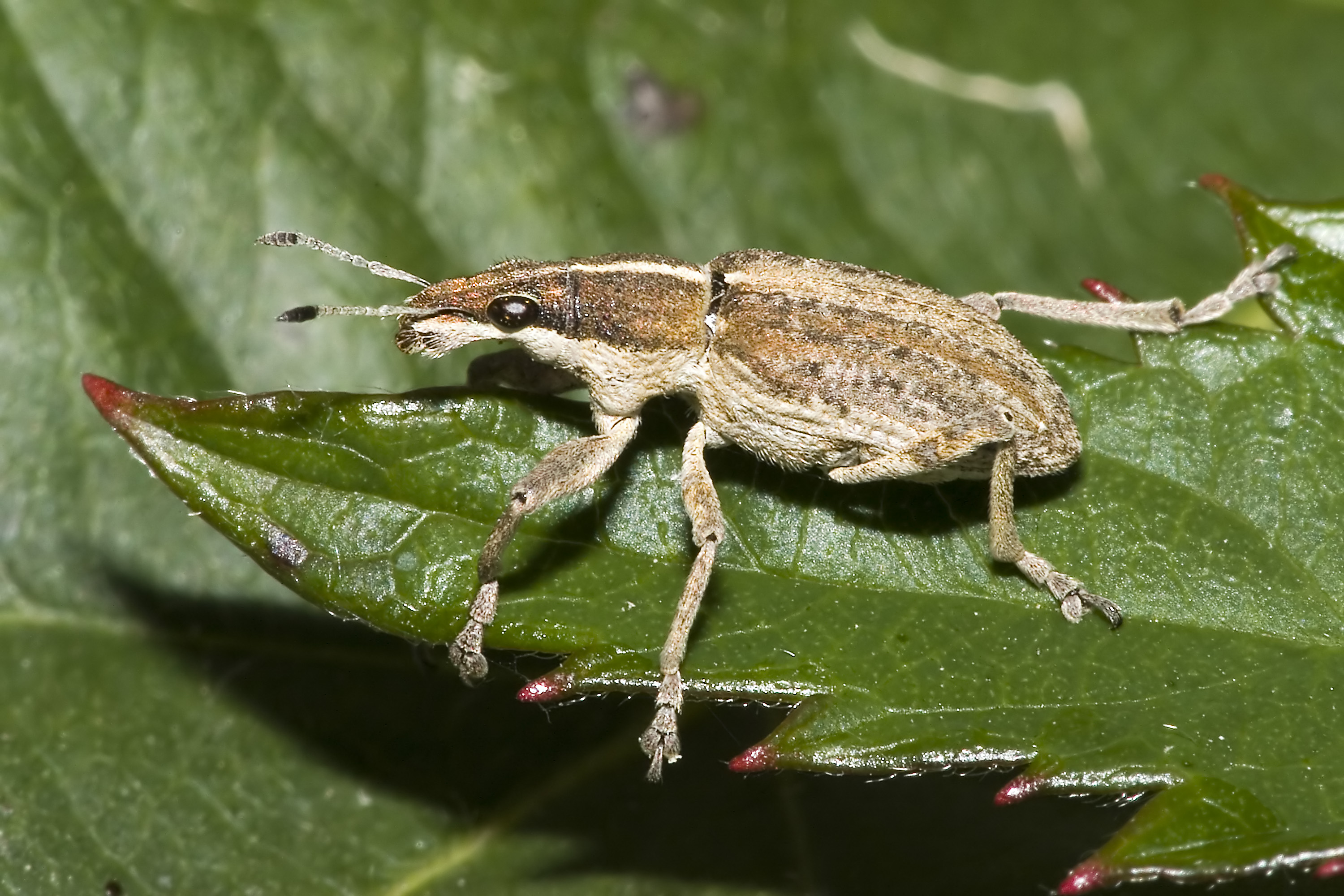
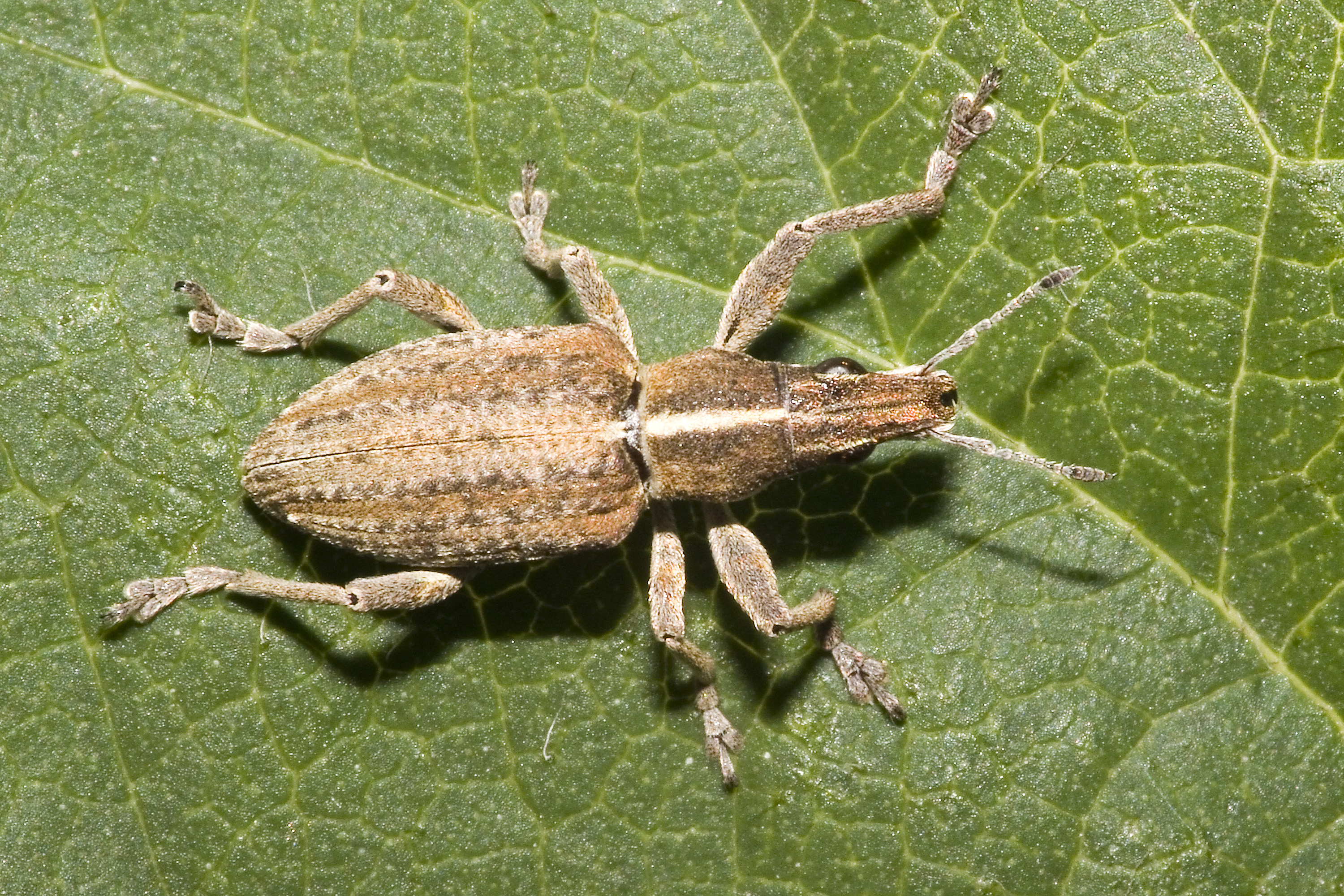